# Campeonato Argentino de Futebol de 2021 – Quinta Divisão (Primera D)
A Primera D do Campeonato Argentino de Futebol de 2021, também conhecida oficialmente como  Campeonato da Primera División "D" de 2021 ou simplesmente como Primera D de 2021, foi a 73.ª edição da Primera D, campeonato de clubes equivalente à quinta divisão profissional do futebol argentino para clubes diretamente afiliados à Associação do Futebol Argentino (AFA). O certame foi organizado pela própria Associação do Futebol Argentino (AFA), entidade máxima do futebol na Argentina, e teve início em 9 de maio e término em 19 de dezembro. A competição foi disputada pelas 12 equipes que permaneceram da temporada de 2020.
O campeão da competição foi o Liniers, que obteve o seu terceiro título da Primera D, ao derrotar na final o Puerto Nuevo. No jogo de ida, em Campana, com mando de campo do Puerto Nuevo, o o Liniers por 2–0, e no jogo de volta, em San Justo, tivemos empate por 1–1. Com o título, o clube garantiu uma vaga na Primera C de 2022, a quarta divisão do futebol argentino.

## Regulamento
A temporada regular foi dividida em dois torneios independentes, denominados Apertura 2021 e Clausura 2021. Ambos, foram disputados no sistema de pontos corridos, em turno único, sendo 11 (onze) jogos no Apertura e 11 (onze) no Clausura. Ao final de cada torneio, o clube que acumulou o maior número de pontos ganhos garantiu uma vaga na final da divisão.
Se um mesmo clube vencesse tanto o Apertura 2021 como o Clausura 2021, seria declarado automaticamente campeão da Primera D e asseguraria a única vaga na Primera C na temporada de 2023. No entanto, como os ganhadores dos dois torneios, foram clubes distintos, tivemos a disputa de uma final em jogos de ida e volta pelo título e pela promoção. Em caso de igualdade na pontuação e, posteriormente, no saldo de gols do duelo, o desempate se daria na prorrogação e, caso persistisse, teríamos a disputa por pênaltis.
A segunda vaga e última vaga para a terceirona saiu de um "mata-mata" denominado Torneo Reducido. Os play-offs contaram com três fases: quartas de final, semifinal e final, ambas em jogos de ida e volta. Em caso de igualdade na pontuação e, posteriormente, no saldo de gols do duelo, o desempate foi decidido na disputa de pênaltis.
Não tivemos nenhum clube com desfiliação temporária.

### Critérios de desempate
Caso haja empate de pontos entre dois ou mais clubes na etapa de pontos corridos, os critérios de desempate foram aplicados na seguinte ordem:
1. Saldo de gols;
2. Gols marcados;
3. Pontos no confronto direto;
4. Saldo de gols no confronto direto;
5. Gols marcados no confronto direto.[3]

## Participantes
| Equipe                   | Cidade             | Estádio               | Edição de 2020                      |
| ------------------------ | ------------------ | --------------------- | ----------------------------------- |
| Argentino de Rosário     | Rosário            | José Martín Olaeta    | —                                   |
| Central Ballester        | José León Suárez   | Não possui            | —                                   |
| Centro Español           | Villa Sarmiento    | Não possui            | Quartas de final Segundo Ascenso    |
| Defensores de Cambaceres | Ensenada           | 12 de Octubre         | Quartas de final do Segundo Ascenso |
| Deportivo Paraguayo      | Buenos Aires       | Não possui            | Finalista do Segundo Ascenso        |
| Juventud Unida           | Muñiz (San Miguel) | Ciudad de San Miguel  | —                                   |
| Liniers                  | San Justo          | Juan Antonio Arias    | Finalista do Primer Ascenso         |
| Lugano                   | Tapiales           | José María Moraños    | Quartas de final do Segundo Ascenso |
| Muñiz                    | Muñiz              | Não possui            | —                                   |
| Puerto Nuevo             | Campana            | Rubén Carlos Vallejos | —                                   |
| Sportivo Barracas        | Buenos Aires       | Não possui            | Semifinalista do Segundo Ascenso    |
| Yupanqui                 | Buenos Aires       | Yupanqui              | —                                   |

## Classificação

### Torneo Apertura
| Pos. | Equipes                  | P  | J  | V | E | D | GP | GC | SG  | Classificação              |
| ---- | ------------------------ | -- | -- | - | - | - | -- | -- | --- | -------------------------- |
| 1    | Puerto Nuevo             | 27 | 11 | 8 | 3 | 0 | 18 | 7  | 11  | Final pelo título e acesso |
| 2    | Defensores de Cambaceres | 25 | 11 | 7 | 4 | 0 | 22 | 7  | 15  |                            |
| 3    | Liniers                  | 20 | 11 | 6 | 2 | 3 | 17 | 7  | 10  |                            |
| 4    | Muñiz                    | 18 | 11 | 5 | 3 | 3 | 6  | 7  | −1  |                            |
| 5    | Sportivo Barracas        | 16 | 11 | 4 | 4 | 3 | 13 | 11 | 2   |                            |
| 6    | Centro Español           | 14 | 11 | 3 | 5 | 3 | 13 | 12 | 1   |                            |
| 7    | Central Ballester        | 14 | 11 | 3 | 5 | 3 | 7  | 11 | −4  |                            |
| 8    | Argentino de Rosário     | 11 | 11 | 3 | 2 | 6 | 12 | 15 | −3  |                            |
| 9    | Lugano                   | 10 | 11 | 3 | 1 | 7 | 14 | 17 | −3  |                            |
| 10   | Juventud Unida           | 10 | 11 | 2 | 4 | 5 | 8  | 15 | −7  |                            |
| 11   | Deportivo Paraguayo      | 8  | 11 | 2 | 2 | 7 | 10 | 16 | −6  |                            |
| 12   | Yupanqui                 | 6  | 11 | 1 | 3 | 7 | 6  | 21 | −15 |                            |

### Torneo Clausura
| Pos. | Equipes                  | P  | J  | V | E | D | GP | GC | SG  | Classificação              |
| ---- | ------------------------ | -- | -- | - | - | - | -- | -- | --- | -------------------------- |
| 1    | Liniers                  | 23 | 11 | 7 | 2 | 2 | 19 | 7  | 12  | Final pelo título e acesso |
| 2    | Defensores de Cambaceres | 22 | 11 | 6 | 4 | 1 | 15 | 9  | 6   |                            |
| 3    | Sportivo Barracas        | 20 | 11 | 6 | 2 | 3 | 24 | 11 | 13  |                            |
| 4    | Juventud Unida           | 19 | 11 | 5 | 4 | 2 | 13 | 11 | 2   |                            |
| 5    | Yupanqui                 | 19 | 11 | 6 | 1 | 4 | 14 | 13 | 1   |                            |
| 6    | Argentino de Rosário     | 16 | 11 | 4 | 4 | 3 | 17 | 12 | 5   |                            |
| 7    | Lugano                   | 15 | 11 | 4 | 3 | 4 | 12 | 16 | −4  |                            |
| 8    | Centro Español           | 14 | 11 | 3 | 5 | 3 | 11 | 13 | −2  |                            |
| 9    | Puerto Nuevo             | 12 | 11 | 3 | 3 | 5 | 15 | 17 | −2  |                            |
| 10   | Muñiz                    | 9  | 11 | 2 | 3 | 6 | 7  | 17 | −10 |                            |
| 11   | Central Ballester        | 7  | 11 | 2 | 1 | 8 | 8  | 17 | −9  |                            |
| 12   | Deportivo Paraguayo      | 5  | 11 | 1 | 2 | 8 | 5  | 17 | −12 |                            |

### Classificação Geral
| Pos. | Equipes                  | P  | J  | V  | E  | D  | GP | GC | SG  | Classificação                          |
| ---- | ------------------------ | -- | -- | -- | -- | -- | -- | -- | --- | -------------------------------------- |
| 1    | Defensores de Cambaceres | 47 | 22 | 13 | 8  | 1  | 37 | 16 | 21  |                                        |
| 2    | Liniers                  | 43 | 22 | 13 | 4  | 5  | 36 | 14 | 22  | Campeão do Clausura; Final pelo título |
| 3    | Puerto Nuevo             | 39 | 22 | 11 | 6  | 5  | 33 | 24 | 9   | Campeão do Apertura; Final pelo título |
| 4    | Sportivo Barracas        | 36 | 22 | 10 | 6  | 6  | 37 | 22 | 15  |                                        |
| 5    | Juventud Unida           | 29 | 22 | 7  | 8  | 7  | 21 | 26 | −5  |                                        |
| 6    | Centro Español           | 28 | 22 | 6  | 10 | 6  | 24 | 25 | −1  |                                        |
| 7    | Argentino de Rosário     | 27 | 22 | 7  | 6  | 9  | 29 | 27 | 2   |                                        |
| 8    | Muñiz                    | 27 | 22 | 7  | 6  | 9  | 13 | 24 | −11 |                                        |
| 9    | Lugano                   | 25 | 22 | 7  | 4  | 11 | 26 | 33 | −7  |                                        |
| 10   | Yupanqui                 | 25 | 22 | 7  | 4  | 11 | 20 | 34 | −14 |                                        |
| 11   | Central Ballester        | 21 | 22 | 5  | 6  | 11 | 15 | 28 | −13 |                                        |
| 12   | Deportivo Paraguayo      | 13 | 22 | 3  | 4  | 15 | 15 | 33 | −18 |                                        |

## Final
| Chave | Campeão do Apertura | Resultado | Campeão do Clausura | Ida | Volta | Referência |
| ----- | ------------------- | --------- | ------------------- | --- | ----- | ---------- |
| ―     | Puerto Nuevo        | 1–3       | Liniers             | 0–2 | 1–1   | TyC, TyC   |

| 17 de novembro de 2021 | Puerto Nuevo | 0 – 2     | Liniers                               | Campana                                            |  |
| 17:00 (UTC−3)          |              | Relatório | - 1' Juan Kirzner - 53' Franco Méndez | Estádio: Rubén Carlos Vallejos Árbitro: Ariel Cruz |  |

| 21 de novembro de 2022 | Liniers             | 1 – 1     | Puerto Nuevo                | San Justo                                           |  |
| 17:00 (UTC−3)          | - Franco Méndez 53' | Relatório | - 42' Gabriel Lojda Dekimpe | Estádio: Juan Antonio Arias Árbitro: Nicolás Kresta |  |

## Torneo Reducido

### Quartas de final doReducido
| Chave | Equipe 1                 | Resultado    | Equipe 2             | Ida | Volta | Referência |
| ----- | ------------------------ | ------------ | -------------------- | --- | ----- | ---------- |
| C–1   | Defensores de Cambaceres | 2–1          | Muñiz                | 1–0 | 1–1   | TyC, TyC   |
| C–2   | Sportivo Barracas        | 2–2 (3–2 p.) | Argentino de Rosário | 0–1 | 2–1   | TyC, TyC   |
| C–3   | Juventud Unida           | 0–1          | Centro Español       | 0–1 | 0–0   | TyC, TyC   |

### Semifinal doReducido
| Chave | Equipe 1                 | Resultado    | Equipe 2          | Ida | Volta | Referência |
| ----- | ------------------------ | ------------ | ----------------- | --- | ----- | ---------- |
| S–1   | Defensores de Cambaceres | 0–1          | Centro Español    | 0–1 | 0–0   | TyC, TyC   |
| S–2   | Puerto Nuevo             | 1–1 (4–1 p.) | Sportivo Barracas | 1–0 | 0–1   | TyC, TyC   |

### Final doReducido
| Chave | Equipe 1     | Resultado    | Equipe 2       | Ida | Volta | Referência |
| ----- | ------------ | ------------ | -------------- | --- | ----- | ---------- |
| ―     | Puerto Nuevo | 3–3 (5–3 p.) | Centro Español | 1–2 | 2–1   | TyC, TyC   |

## Premiação
| Campeonato Argentino de Futebol de 2022 Primera Divisón D              |
| ---------------------------------------------------------------------- |
| Liniers Campeão (2º título da Primera D) (2º título da Quinta Divisão) |